# Debarking
Als Debarking (v. engl. to bark „bellen“; eingedeutscht auch Entbellen) bezeichnet man bei Hunden den operativen Eingriff am Stimmapparat, um das Bellen zu unterdrücken oder zumindest die Tonhöhe zu verändern und die Lautstärke zu reduzieren. Solche Verfahren werden zumeist bei stark und viel bellenden Hunden angewandt, da dies vom Besitzer störend oder von Nachbarn als Ruhestörung empfunden wird. Diese operativen Eingriffe sind nach dem Tierschutzgesetz (Deutschland) in Deutschland und in den meisten anderen Ländern verboten.
Bevor solche Maßnahmen durchgeführt werden, muss bedacht werden, dass das Bellen ein normales Verhaltensmuster des Hundes ist, das verschiedene Auslöser wie Angst, Freude, Schmerz, Verteidigung („Schutztrieb“) oder Aggression haben kann. Die meisten Fälle eines vermehrten Bellens lassen sich durch Erziehung behandeln, wobei die entsprechenden Auslöser identifiziert werden müssen. Gegebenenfalls ist ein auf Verhaltenstherapie spezialisierter Tierarzt oder ein mit diesem Problem erfahrener Therapeut (Hundeschule) hinzuzuziehen.
Es gibt eine Reihe kommerzieller Hilfsmittel zur Therapie übermäßigen Bellens wie funkgesteuerte Halsbänder. Sie haben akustische Sensoren zur Erkennung des Bellens und senden daraufhin Ultraschallwellen aus oder setzen Reizstoffe (auf Zitronengrasbasis) oder elektrische Reize frei. Halsbänder, die elektrische Reize freisetzen, sind seit 2006 in Deutschland ebenfalls verboten.